# 入来町浦之名
入来町浦之名（いりきちょううらのみょう）は、鹿児島県薩摩川内市の大字。旧薩摩国薩摩郡入来郷浦之名村、薩摩郡入来村大字浦之名、薩摩郡入来町大字浦之名。郵便番号は895-1402。人口は2,038人、世帯数は897世帯（2020年10月1日現在）。「浦之名」は「裏之名」とも書かれる。

## 地理
薩摩川内市のほぼ中央部に位置しており、旧入来町の南部の多くを占めている。字域の北方には薩摩川内市入来町副田、南方には鹿児島市郡山町、花尾町、郡山岳町、西方には薩摩川内市樋脇町市比野、樋脇町塔之原、東方には薩摩川内市祁答院町藺牟田、姶良市蒲生町白男がそれぞれ隣接している。
字域の中央を南北に国道328号が通り、北部には鹿児島県道346号山田入来線、中部には鹿児島県道42号川内加治木線、南部には鹿児島県道395号山之口真黒線が東西に通っている。
北部には武家屋敷群があり、重要伝統的建造物群保存地区に選定されている。また、武家屋敷群には薩摩川内市立入来小学校、薩摩川内市立入来幼稚園や薩摩川内市役所入来支所などが所在している。
他に、中央部には薩摩川内市立入来中学校、鹿児島障害者職業能力開発校や君が代の歌詞の発祥の地とされている大宮神社などが所在している。南部には薩摩川内市立大馬越小学校が、東部には薩摩川内市立朝陽小学校が所在している。

## 歴史

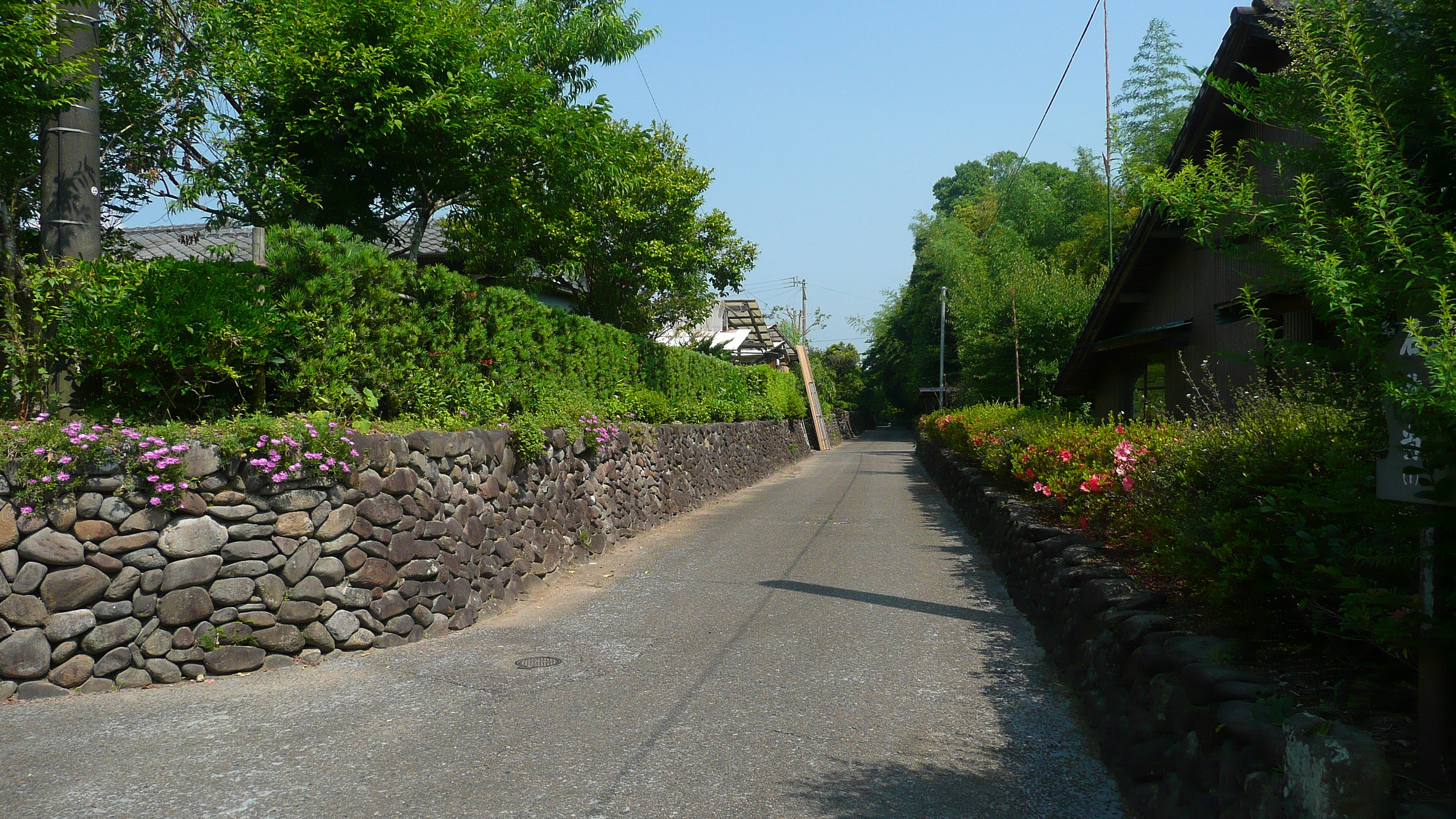
麓地区の武家屋敷群

### 成立から町村制施行まで
浦之名は古くは清色と称されていたが、慶長18年に浦之名と改称された。江戸期には薩摩国薩摩郡入来郷（外城）のうちであり、村高は「天保郷帳」では4,073石余、「旧高旧領」では3,258石余、「検地帳」では門高は1,532石余、浮免高1,559石余であった。
中世以降の入来院氏の本拠城であった清色城中に入来郷の地頭仮屋が置かれ、周囲に麓が形成された。

### 町村制施行以降
1889年（明治22年）に町村制が施行されたのに伴い、入来郷の区域より入来村が成立し、江戸時代からの浦之名村は入来村の大字「浦之名」となった。1948年（昭和23年）には入来村が町制施行し入来町の大字となった。
2004年（平成16年）には入来町が川内市、東郷町、樋脇町、祁答院町、里村、上甑村、下甑村、鹿島村と共に新設合併し薩摩川内市が成立し、従来の大字名に旧自治体名を冠することとなり、それまでの浦之名は薩摩川内市の大字「入来町浦之名」となった。

## 人口
以下の表は国勢調査による小地域集計が開始された1995年以降の人口の推移である。
| 年                 | 人口  |
| ------------------ | ----- |
| 1995年（平成7年）  | 3,232 |
| 2000年（平成12年） | 3,214 |
| 2005年（平成17年） | 2,951 |
| 2010年（平成22年） | 2,693 |
| 2015年（平成27年） | 2,326 |
| 2020年（令和2年）  | 2,038 |

## 文化財

### 国指定
- 新大橋（登録有形文化財）

## 施設

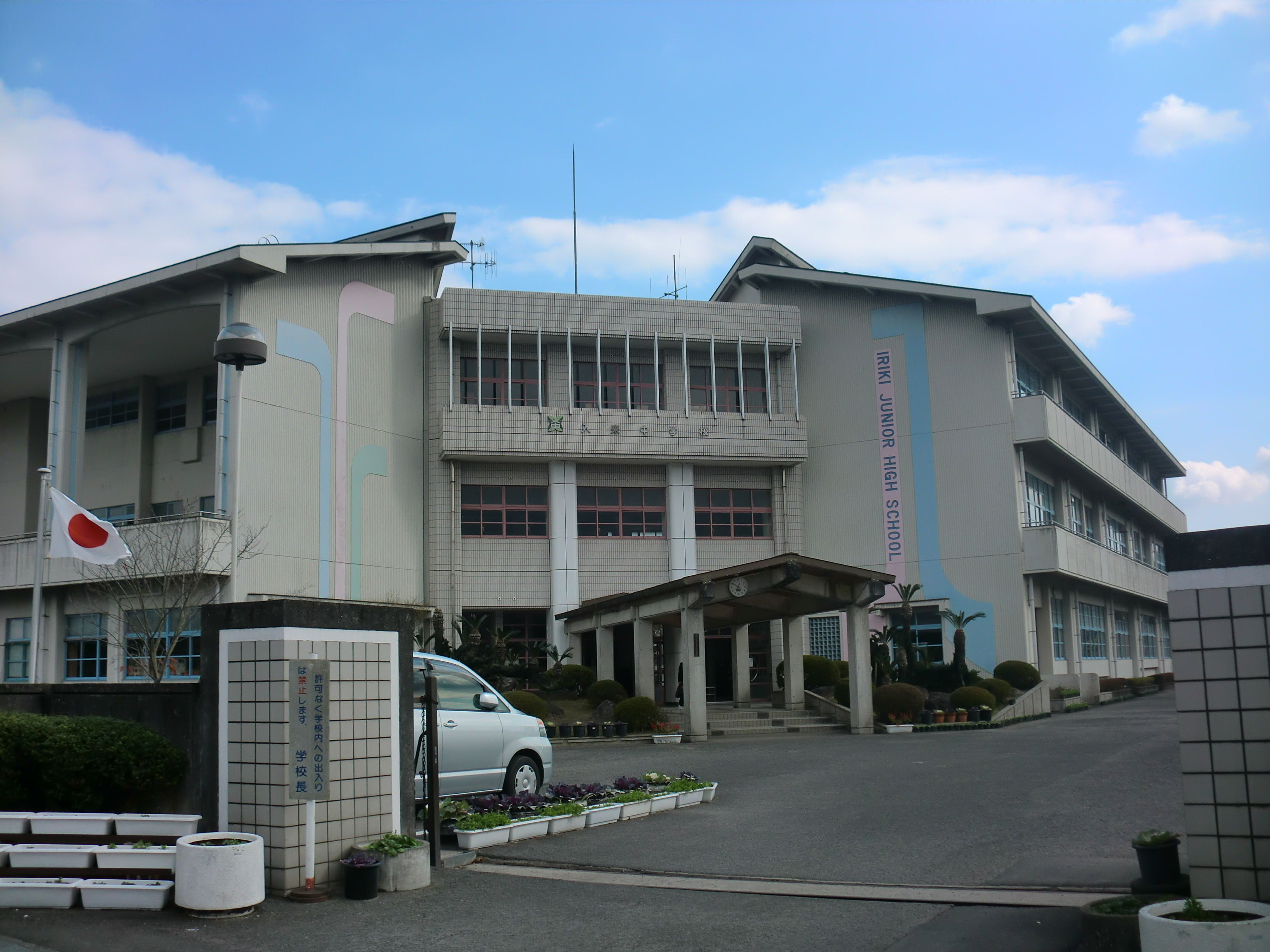
薩摩川内市立入来中学校

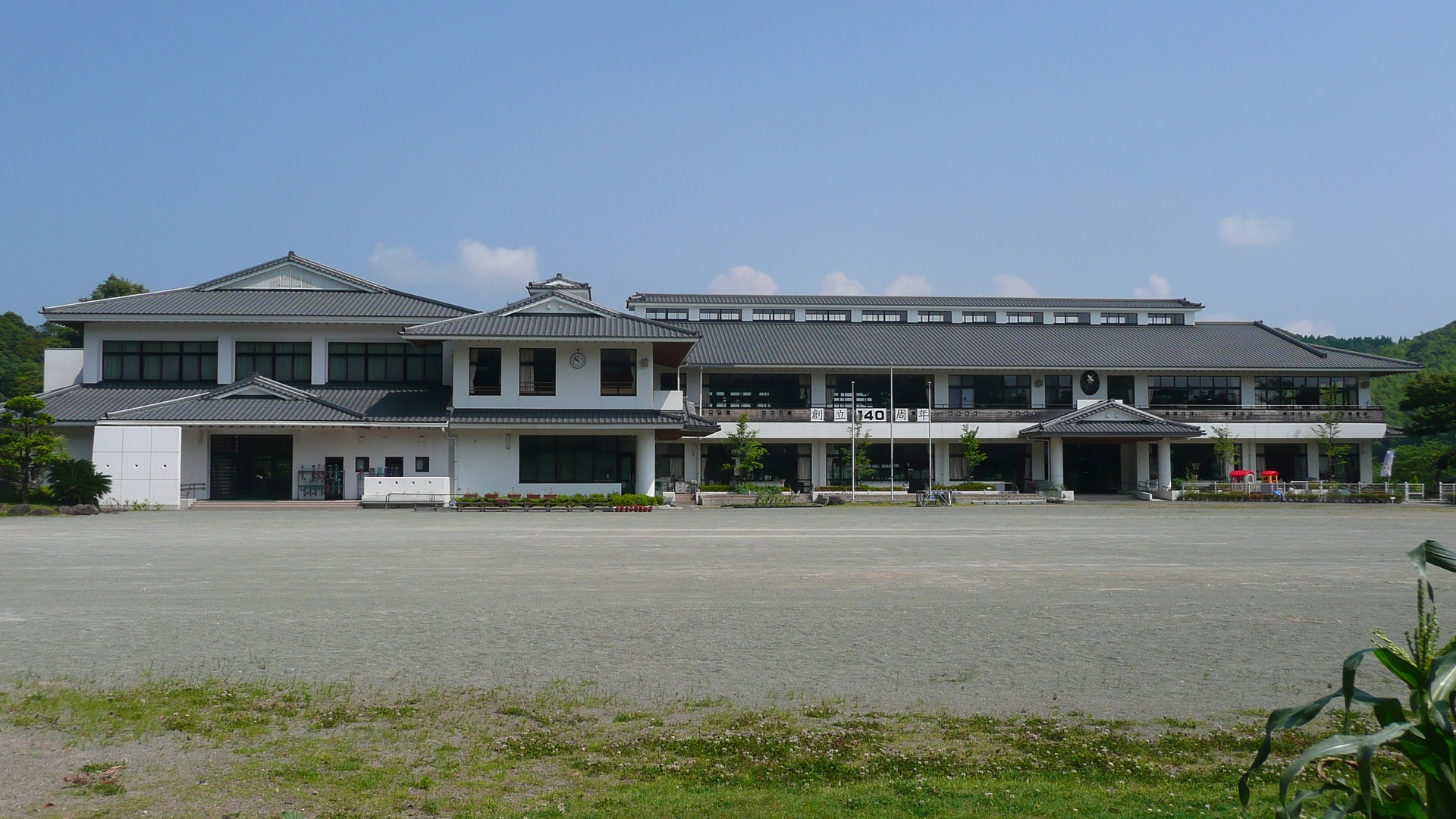
薩摩川内市立入来小学校

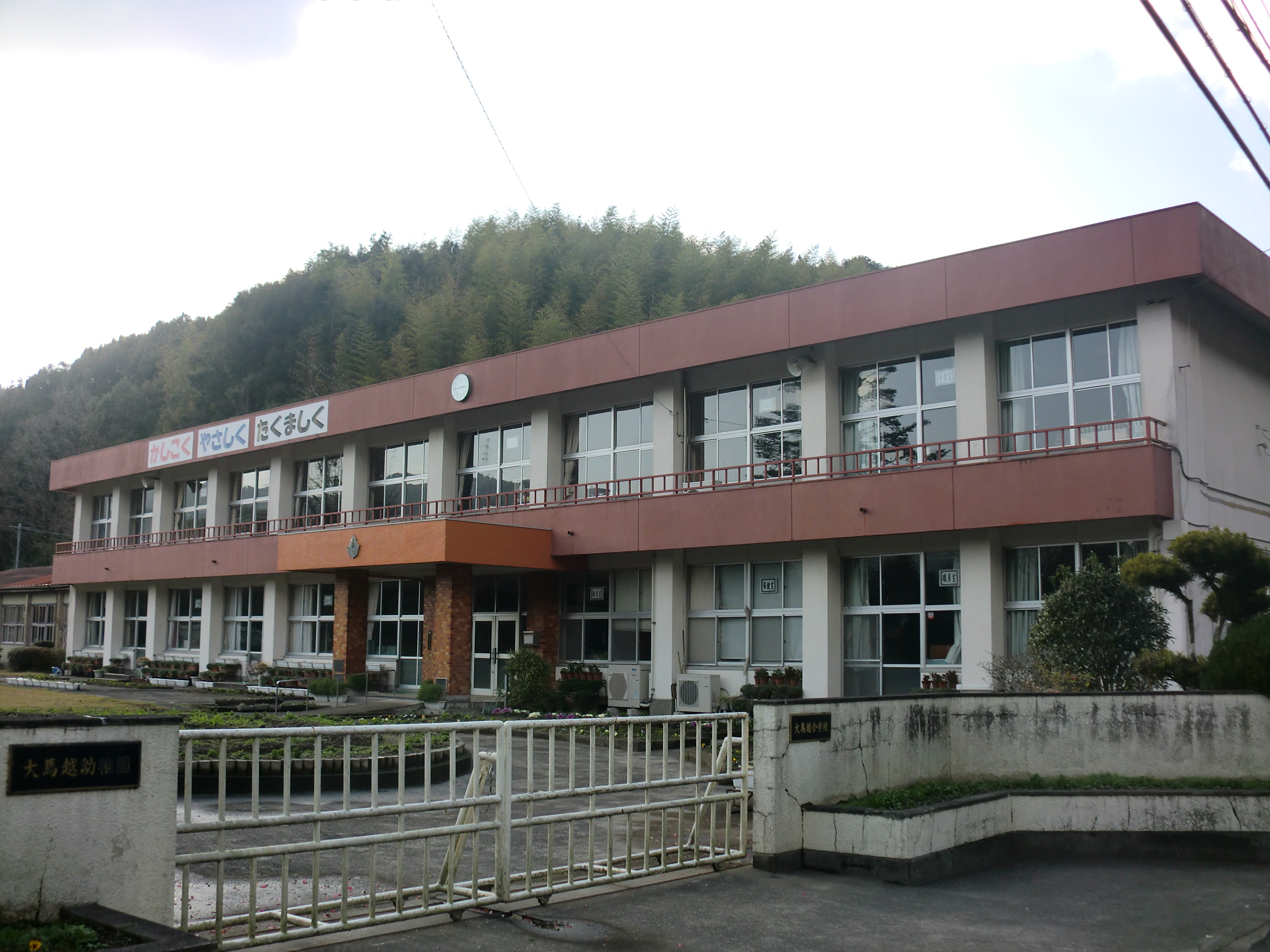
薩摩川内市立大馬越小学校

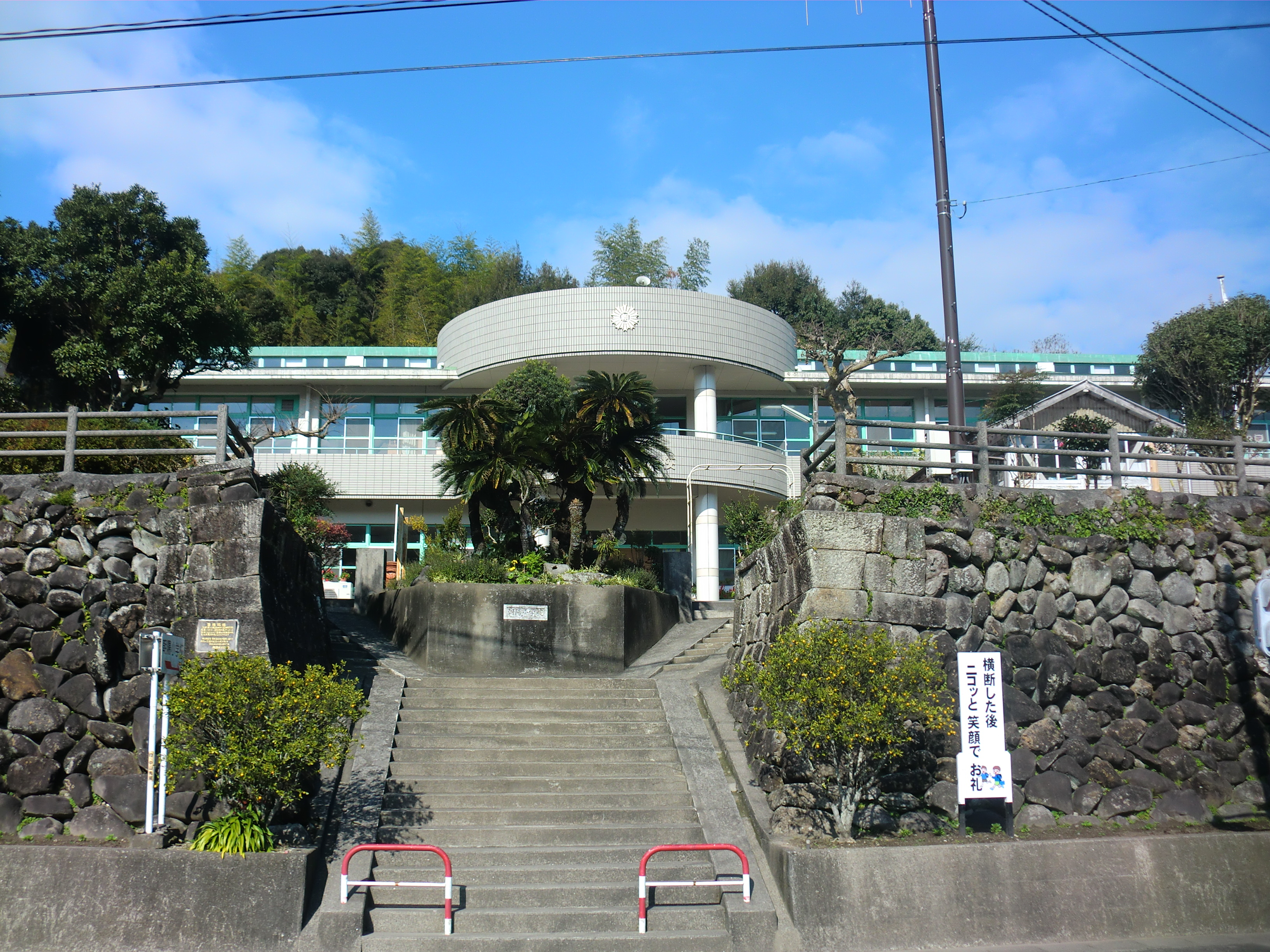
薩摩川内市立朝陽小学校

### 公共
- 薩摩川内市役所入来支所
- 鹿児島県警察薩摩川内警察署薩摩川内東交番[12]
- 入来郷土館
- 北薩森林管理署入来森林事務所
- 入来学校給食センター
- 薩摩川内市消防局東部消防署
- 国立・県立鹿児島障害者企業能力開発校

### 教育
- 薩摩川内市立入来中学校
- 薩摩川内市立入来小学校
- 薩摩川内市立朝陽小学校
- 薩摩川内市立大馬越小学校
- 薩摩川内市立入来幼稚園
- 入来保育所

### 郵便局
- 入来麓郵便局
- 山之口簡易郵便局

### 寺社
- 大宮神社 - 君が代の歌詞発祥の地[5]
- 今熊神社
- 赤城神社
- 近岡神社
- 菅原神社

## 小・中学校の学区
市立小・中学校に通う場合、学区（校区）は以下の通りとなる。
| 大字         | 番地           | 小学校                   | 中学校                 |
| ------------ | -------------- | ------------------------ | ---------------------- |
| 入来町浦之名 | 一部を除く全域 | 薩摩川内市立入来小学校   | 薩摩川内市立入来中学校 |
| 入来町浦之名 | 一部           | 薩摩川内市立朝陽小学校   | 薩摩川内市立入来中学校 |
| 入来町浦之名 | 一部           | 薩摩川内市立大馬越小学校 | 薩摩川内市立入来中学校 |

## 交通

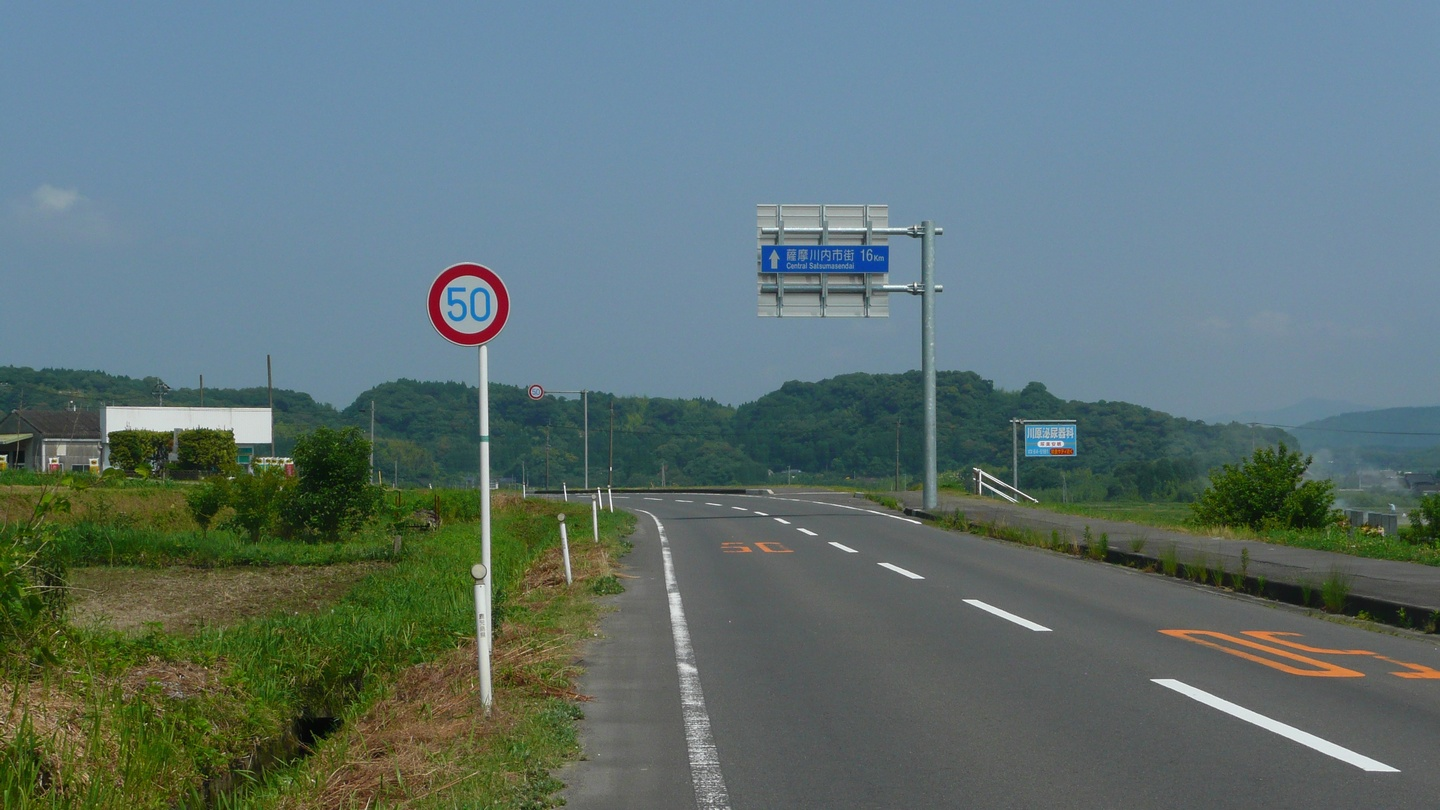
鹿児島県道42号川内加治木線

### 道路
一般国道
- 国道328号

主要地方道
- 鹿児島県道42号川内加治木線

一般県道
- 鹿児島県道346号山田入来線
- 鹿児島県道395号山之口真黒線